# Тахіметр (годинник)

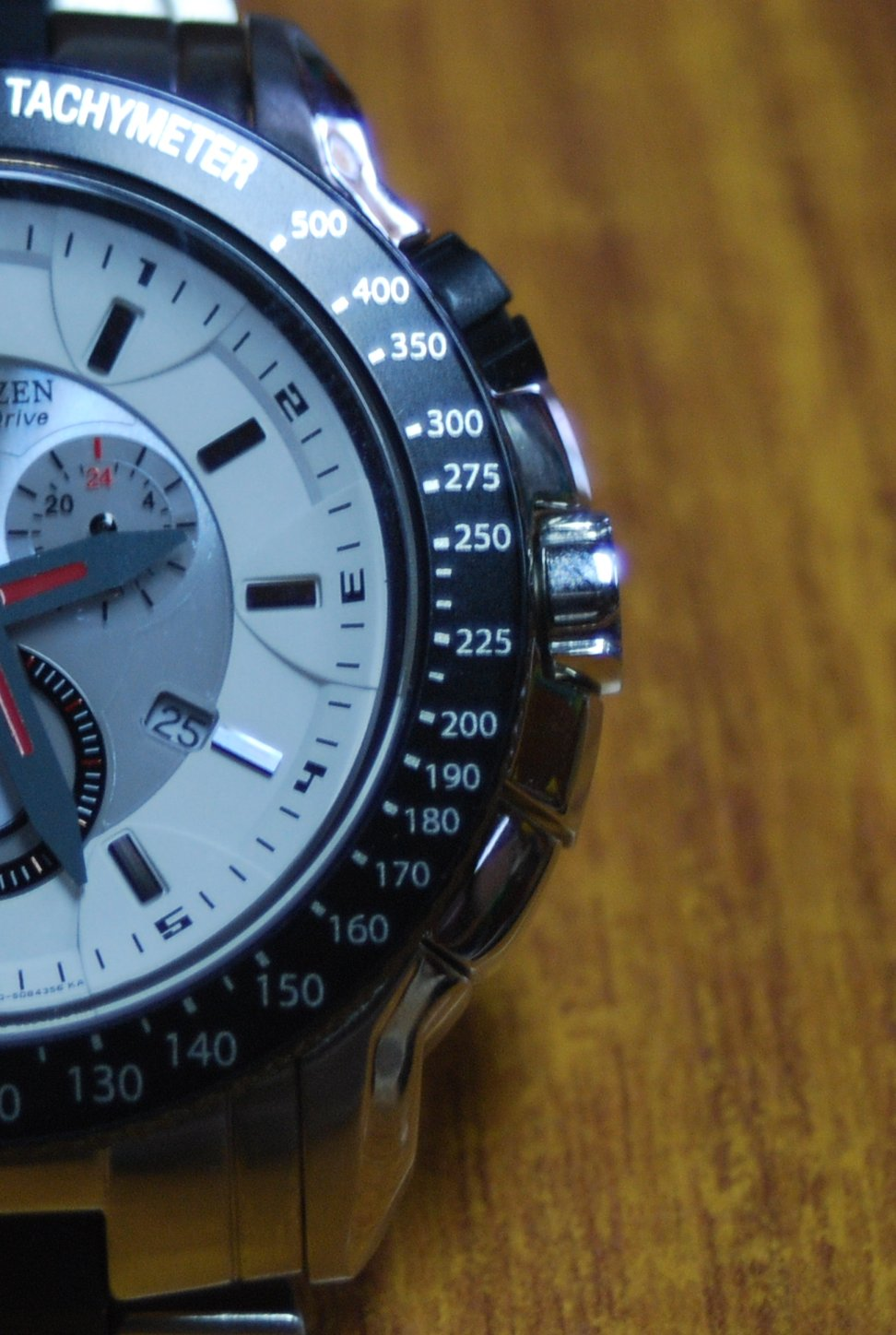
Тахіметрична шкала на безелі годинника Citizen

Тахіметр [tæˈkɪmətər] — це шкала, яку іноді вписують навколо обода аналогового годинника з хронографом. Його можна використовувати для зручного обчислення частоти в обернених годинах події відомого секундного періоду, такої як швидкість (відстань за години) на основі часу подорожі (відстань за швидкість) або вимірювання відстані на основі швидкості. Тому відстані між позначками на циферблаті тахіметра пропорційні, де t — час, що минув.
Функція, яку виконує тахіметр, не залежить від одиниці вимірювання відстані (наприклад, статутних миль, морських миль, кілометрів, метрів тощо), якщо для всіх розрахунків використовується та сама одиниця довжини. Його також можна використовувати для вимірювання частоти будь-якої регулярної події в кількості випадків за годину, наприклад, одиниць, що видаються промисловим процесом. Тахіметр — це просто засіб перетворення часу, що минув (у секундах на одиницю), у швидкість (в одиницях на годину).

## Вимірювання швидкості
Щоб використовувати годинник з тахіметром для вимірювання швидкості, хронограф запускається з початкової позначки відомої відстані. На наступній позначці точка на шкалі, що прилягає до секундної стрілки, показує швидкість (відстань між позначками за годину) руху між ними. Типова шкала тахіметра на годиннику перетворює кількість секунд, необхідних для того, щоб подія сталася, на кількість разів, коли ця подія відбудеться протягом однієї години. Формула, яка використовується для створення цього типу шкали тахіметра, така:
{\displaystyle T={\frac {3600}{t}}}
де T — значення шкали тахіметра; t — час у секундах, необхідний для виникнення події; а 3600 — кількість секунд у годині.

Показано 35 секунд, що минуло, приблизно 103 одиниці за розрахунками

Як приклад розрахунку, якщо подолання однієї милі займає 35 секунд, то середня швидкість становить 103 милі/год. На годиннику 35 секунд дають значення шкали 103. Аналогічно, якщо один кілометр долається за 35 секунд, то середня швидкість становитиме 103 км/год.
Зверніть увагу, що шкала тахіметра розраховує лише середню швидкість. Наприклад, якщо для подолання однієї одиниці відстані потрібно 20 секунд, то середня швидкість на годиннику становить 180 одиниць відстані за годину.
Для подій, які відбуваються дуже швидко або повільно, можна налаштувати шістдесятисекундну шкалу тахіметра, яка зазвичай зустрічається на годинниках. Менші дробові одиниці можна використовувати для повільніших об'єктів, але та сама функція X/година залишається постійною. Шкала на годиннику дійсна лише для речей, які відбуваються за 60 секунд або менше, і її також важко розв'язати для подій, які відбуваються менше ніж за 10 секунд. Наприклад, якщо для з'їдання яблука потрібно 100 секунд, розділивши це число навпіл, можна сказати, що для з'їдання половини яблука потрібно 50 секунд. Використовуючи шкалу тахіметра, можна підрахувати, що 72 половинки яблук (36 цілих яблук) можна з'їсти за одну годину. Деякі годинники, що не є поширеними, мають шкали, що «обходять» або «прокручуються», які розширюють показання до нижчих швидкостей, зазвичай 45 одиниць.

## Вимірювання відстані
Годинник з тахіметром можна використовувати для вимірювання відстані, відстежуючи пройдений шлях, при цьому швидкість залишається постійною. Шкала тахіметра повертається, щоб вирівнятися із секундною стрілкою на початку вимірюваної довжини. Коли секундна стрілка досягає точки на шкалі, де зазначена швидкість дорівнює швидкості транспортного засобу, пройдена одна одиниця відстані (милі, якщо швидкість вимірюється милями на годину, кілометри, якщо кілометри на годину тощо). Наприклад, якщо ви рухаєтеся зі постійною швидкістю 80 миль/год (або 80 км/год), то пройдена відстань, поки секундна стрілка досягає позначки «80» (45 секунд), становитиме рівно 1 миля (або 1 кілометр при 80 км/год).

## Шкала, що обертається
Деякі тахіметричні шкали розташовані на обертовому безелі з позначками. Це дозволяє використовувати два додаткові режими: безель тахіметра можна вирівняти з вільно рухомою секундною стрілкою та, більш тонко, використовувати для визначення середньої швидкості за тривалі проміжки часу/відстані. Встановіть індекс обертового безеля в положення хвилинної стрілки та зверніть увагу на поточний пробіг/відстань. Погляньте на положення хвилинної стрілки на шкалі тахіметра через 60 одиниць відстані, і буде вказана середня швидкість. Трохи математики в усі руки дозволяє отримати проміжні середні значення, найлегше для 1/4 (15 одиниць) та інших цілочисельних значень. Або ж, замість використання хвилинної стрілки, вирівняйте індексний безель з секундною стрілкою та спостерігайте за проходженням однієї одиниці відстані, коли положення секундної стрілки показуватиме середню швидкість.